# Aaron ben Batash
Aaron ben Batash, teljes héber név: Ben Senton; Ben Shem Tov; arab névváltozat: Harún al-Jahúdi (? – 1465) vezír.
Spanyolországból Marokkóba, Fezbe települt család sarja volt. Abd al-Hakk szultán udvarában előbb mint bankár és tanácsadó működött, később az uralkodó vezírjévé tette. Aaron egy rokonát, Saul ben Batasht nevezte ki a rendőrség vezetőjének. Korabeli források Aaront mint tudóst és írót említik. Magas adókat vetett ki a népre, ez általános elégedetlenséget szült, amely végül zavargásokba torkollt: a tömeg megrohanta és jórészt lerombolta Fez zsidónegyedét. Aaron ben Batasht és a szultánt együtt gyilkolták meg 1465 májusában.